# Прищепа Іван Кузьмич (проректор)
Іван Кузьмич Прищепа (нар. 20 квітня 1942, Смолянка, Куликівський район, Чернігівська область, Українська РСР) — радянський військовий і український господарський діяч. Полковник. Проректор з економіки та соціального розвитку Національного юридичного університету імені Ярослава Мудрого (1992—2021). Лауреат Державної премії України в галузі архітектури (2007) і Заслужений будівельник України (2009). Почесний громадянин Харкова (2018).

## Біографія
Іван Прищепа народився 20 квітня 1942 року в селі Смолянка Куликівського району Чернігівської області. У 1961 році був призваний на строкову службу у Збройні сили СРСР, служив в ракетних військах стратегічного призначення.
Після демобілізації отримував спеціалізовану військову освіту і паралельно продовжував служити у Збройних силах СРСР. Навчався в Хабаровському командно-інженерному училищі, яке закінчив у 1961 році. Отримавши офіцерське звання обіймав посаду начальника обслуги групи пуску дивізіону. Потім Іван Кузьмич обіймав посади начальника відділення, головного інженера військової частини, командира дивізіону.
У 1974 р. закінчив Харківське вище військове командно-інженерне училище, і в наступному році був призначений на посаду помічника командира полку з інженерно-технічної служби, а у 1979 році зайняв аналогічну посаду на рівні дивізії та отримав військове звання підполковника. У 1981 р. закінчив Військовий інженерний інститут імені А. Ф. Можайського. Деякий час працював заступником начальника Харківського вищого командно-інженерного училища, яке було ліквідовано в 1992 р. Іван Кузьмич завершив військову кар'єру у званні полковника запасу Збройних сил України.

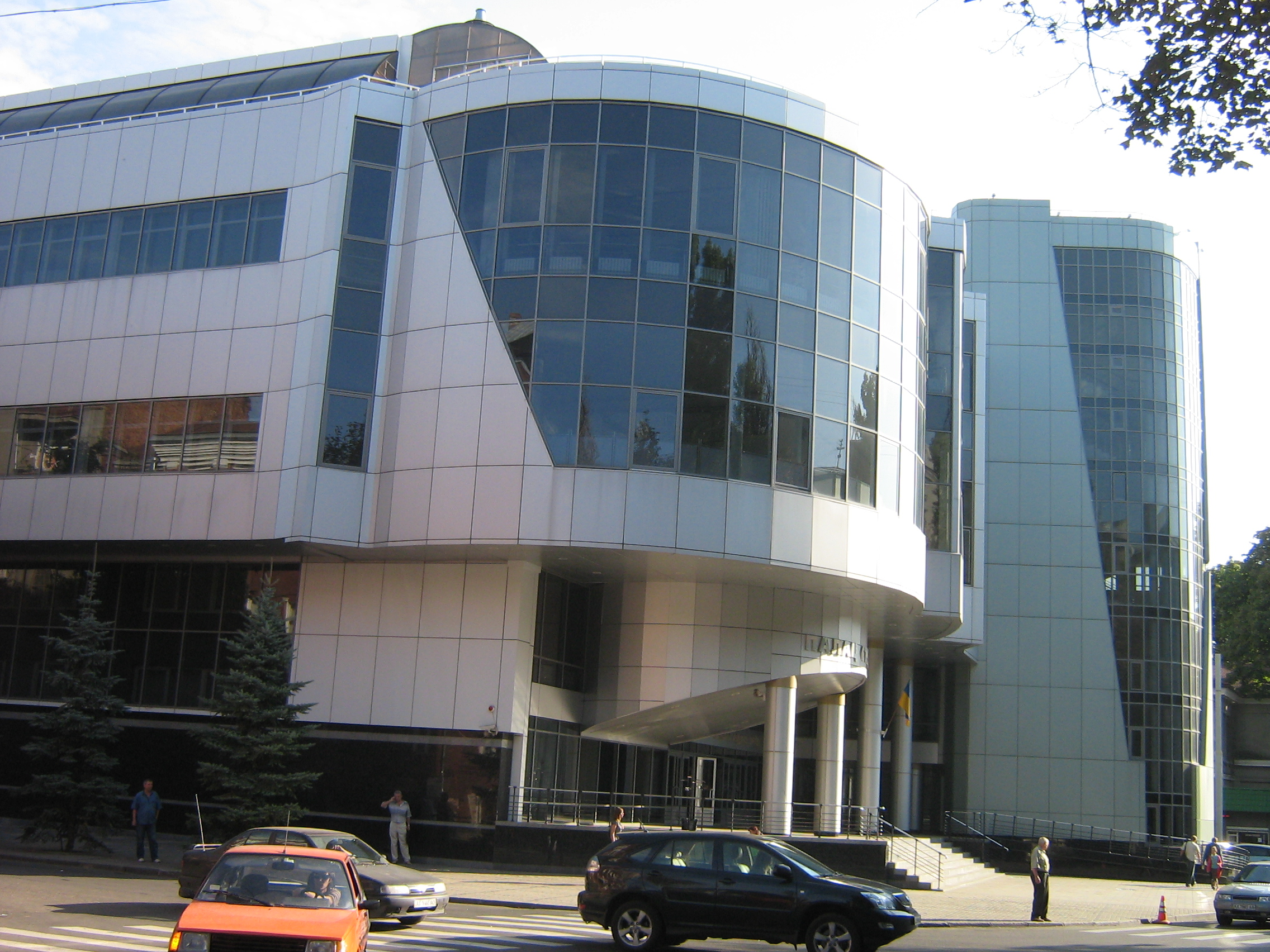
Культурно-просвітницький комплекс (Палац студентів) Національного юридичного університету імені Ярослава Мудрого. Вулиця Пушкінська, 88

Починаючи з 1992 року, працював в Українській юридичній академії (з 1995 по 2010 — Національна юридична академія України імені Ярослава Мудрого, з 2010 по 2013 — Національний університет «Юридична академія імені Ярослава Мудрого», з 2013 року — Національний юридичний університет імені Ярослава Мудрого) на посаді проректора з економіки та соціального розвитку. На цій посаді І. К. Прищепа займався питаннями капітального ремонту та будівництва, а також іншими питаннями, які були пов'язані з розвитком матеріальної бази вузу. Так, серед будівель Національного юридичного університету імені Ярослава Мудрого, в будівництві яких Іван Кузьмич брав безпосередню участь були: навчально-спортивний комплекс (знаходиться на вулиці Пушкінській, 104; побудований в 1996 році), навчальний комплекс (знаходиться на вулиці Пушкінській, 106; побудований у 2000 році) і культурно-просвітницький центр (знаходиться на вулиці Пушкінській, 88; побудований в 2004 році). І. К. Прищепа був одним з тих, хто займався створенням архітектурних проєктів цих будівель.
Працюючи у Національному юридичному університеті імені Ярослава Мудрого, також був президентом його спеціалізованих спортивних клубів — «Спортивного клубу дзюдо і самбо», який був створений в 1999 році і «Спортивного клубу вільної та греко-римської боротьби», який був створений у 2013 році.
1 липня 2021 року ректор Національного юридичного університету імені Ярослава Мудрого Анатолій Гетьман призначив нового проректора з економіки та соціальному розвитку — Олексія Нестеровича.

## Нагороди
Іван Кузьмич був вшанований наступними нагородами, званнями та відзнаками:
- Державна премія України в галузі архітектури (Указ Президента України № 573/2007 від 27 червня 2007) — «за архітектуру культурно-просвітнього центру Національної юридичної академії імені Ярослава Мудрого з актовим залом на 1300 місць в м. Харкові по вул. Пушкінській, 88»[8];
- Почесне звання «Заслужений будівельник України» (Указ Президента України № 619/2009 від 18 серпня 2009) — «за значний особистий внесок у соціально-економічний, культурний розвиток Української держави, вагомі трудові досягнення та з нагоди 18-ї річниці незалежності України»[9];
- Орден Червоної Зірки (1979);
- Орден «Знак Пошани» (1984);
- Орден За заслуги II ступеня (Указ Президента України № 11/2018 від 20 січня 2018) — «за значний особистий внесок у державне будівництво, соціально-економічний, науково-технічний, культурно-освітній розвиток Української держави, вагомі трудові досягнення, багаторічну сумлінну працю»[10];
- Орден За заслуги III ступеня (Указ Президента України № 1456/2004 від 9 грудня 2004) — «за вагомий внесок у підготовку висококваліфікованих фахівців, багаторічну плідну наукову і педагогічну діяльність та з нагоди 200-річчя навчального закладу»[11];
- Почесна грамота Верховної Ради України (2004);
- Почесна грамота Кабінету Міністрів України (Постанова Кабінету Міністрів України № 213 від 1 березня 2004) — «за вагомий особистий внесок у справу підготовки наукових кадрів і висококваліфікованих фахівців»[12];
- Нагрудний знак МОН України «Відмінник освіти» (2002);
- Почесний громадянин Харкова (Рішення Харківської міської ради від 20 червня 2018)[13];